# ادیمالی
ادیمالی (به انگلیسی: Adimali) در هند است که در کرالا واقع شده‌است.

## خصوصیات
ادیمالی ۳۷٬۳۶۰ نفر جمعیت دارد و ۱٬۲۰۰ متر بالاتر از سطح دریا واقع شده‌است.